# Ахмед Джавад
Ахмед Джавад (азерб. Əhməd Cavad, при рождении Джавад Мухаммедали оглы Ахундзаде азерб. Cavad Məhəmmədəli oğlu Axundzadə; 5 мая 1892, с. Сейфали, Елизаветпольская губерния — 12 октября 1937, Баку) — азербайджанский поэт, писатель, переводчик, журналист.
Автор слов Гимна Азербайджана. Один из передовых представителей романтизма и реализма в азербайджанской литературе в 1920-1930-х годах.
Стал жертвой сталинского Большого террора 1937—1938 годов в  Азербайджане; был посмертно реабилитирован.

## Биография
Ахмед Джавад родился 5 мая 1892 года в селе Сейфали. Корнями происходил из Южного Азербайджана. Начальное образование получил дома, знал азербайджанский турецкий, персидский, арабский языки и восточную литературу. Окончив в 1912 году духовную семинарию в Гяндже, работал учителем, участвовал в литературной и общественно-политической жизни города.
Во время Балканской войны сражался на стороне Турции в составе «Кавказского отряда добровольцев». Будучи членом Общества милосердия, помогал сиротам и беженцам в Карсе, Эрзеруме и других городах.

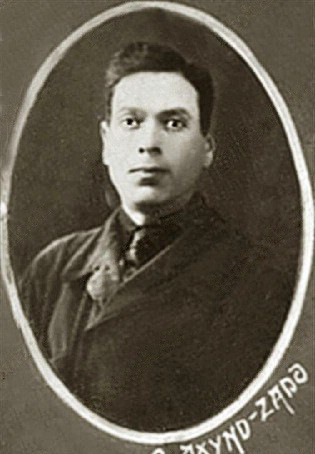
Джавад Ахундзаде в юности

В 1916 году вышел в свет сборник стихов Ахмеда Джавада «Гошма», а в 1919 году — «Далга» («Волна»). Этот период деятельности Ахмеда Джавада, получившего известность как поэт независимости, связан с Мамед Эмином Расулзаде. По предложению Расулзаде в 1918 году поэт вступил в партию «Мусават». С 1920 по 1923 годы был членом первого нелегального состава ЦК «Мусават». Также был одним из руководителем мусаватского литературного общества «Яшыл кэламлар».
Пик творчества поэта связан с АДР, в борьбе за которую поэт принимал активное участие. В своём стихотворении «Азербайджан, Азербайджан!» Ахмед Джавад приветствовал провозглашение АДР. Воспел трёхцветное знамя Азербайджана в стихотворении «Азербайджанскому знамени». После провозглашения АДР продолжал педагогическую деятельность, проводил культурно-просветительскую работу, помогая министру просвещения АДР Насиб-беку Юсифбейли. Принимал активное участие в создании Азербайджанского университета. Ахмед Джавад — автор гимна Азербайджанской республики, созданного на музыку Узеира Гаджибекова. В его поэзии запечатлён призыв к единению тюркских народов. В стихотворениях «Англичанин», «Чужак» выражает своё негативное отношение к захватчикам. В стихотворении «Эй солдат» воспел турецкую армию, пришедшую на помощь азербайджанскому народу, в 1918 году.
После установления советской власти в Азербайджане Ахмед Джавад продолжал педагогическую деятельность. В 1920 году работал директором школы и учителем русского и азербайджанского языков в селе Хулуг Гусарского района, а с 1920 по 1922 год — заведующим Отделом народного просвещения Губинского района.
В 1922—1927 годах учился на историко-филологическом факультете Азербайджанского педагогического института, одновременно работая преподавателем в техникуме имени Н. Нариманова.
В 1924—1926 годах работал ответственным секретарём Общества советских писателей Азербайджана. В 1925 году был арестован за стихотворение «Гёйгёль».
В 1930 году переехал в Гянджу. С 1930 по 1933 год был преподавателем, а затем профессором и заведующим кафедрой русского и азербайджанского языков Института сельского хозяйства в Гяндже. В 1933 году Ахмеду Джаваду присвоили звание профессора. После этого он заведовал литературным отделом Гянджинского драматического театра.
В 1934 году Ахмед Джавад вернулся в Баку, работал редактором отдела переводов в издательстве «Азернешр». В 1935—1936 годах заведовал отделом документальных фильмов на киностудии «Азербайджанфильм». В марте 1937 года А. Джавад был удостоен первой премии за перевод поэмы Шоты Руставели «Витязь в тигровой шкуре» на азербайджанский язык.
Ахмед Джавад перевёл на азербайджанский язык произведения русских писателей и поэтов — А. С. Пушкина («Медный всадник»), М. Горького («Детство»), прозу И. Тургенева. Он переводил и произведения европейских классиков — У. Шекспира («Отелло»), Ф. Рабле («Гаргантюа и Пантагрюэль»), К. Гамсуна («Голод»).

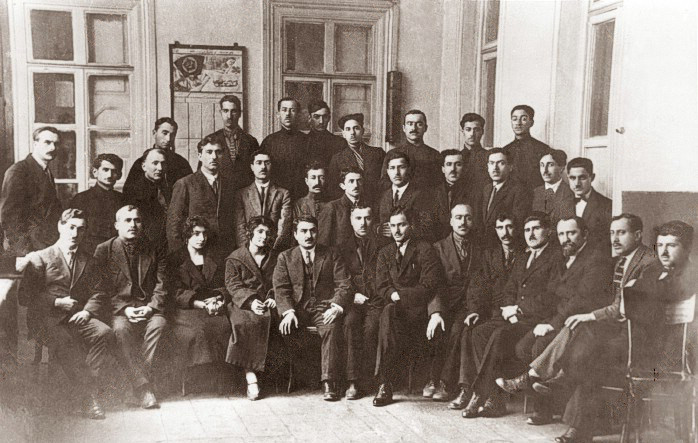
Ахмед Джавад (3-й справа во втором ряду) с учителями техникума им. Н. Нариманова. 1924 год

### Арест, казнь, судьба семьи
Первый раз Ахмеда Джавада арестовали в 1923 году в связи с тем, что он был членом первого нелегального состава ЦК «Мусават», но выпустили на свободу под поручительство. А в 1925 году за стихотворение «Гёйгёль» он был арестован вторично. В 1928 году в турецком альманахе «Истиклал» была опубликована подборка его стихов, и поэт вновь подвергся краткосрочному аресту. 
В начале июля 1937 года Ахмед Джавад был арестован за «контрреволюционную деятельность и распространение идей пантюркизма» и 13 октября расстрелян. 
Репрессиям также подверглись члены семьи поэта. Его жена Шукрия ханум была выслана в Казахстан, их четверых сыновей Ниязи (род. 1917), Айдына (род. 1921), Тукая (род. 1923), Йылмаза (род. 1935) разлучили. Когда началась Великая Отечественная война, старшие сыновья — Ниязи Ахундзаде и Айдын Ахундзаде пошли на фронт.
После освобождения Шукрия ханум разыскала сыновей, собрала вокруг себя всю семью. А после реабилитации Ахмеда Джавада в 1955 году переехала в Баку.

## Память
После смерти поэта были изданы его книги «Шеирлер» (1958), «Сен аглама, мен агларам» (1991), а также переводы, осуществлённые им: «Гаргантюа и Пантагрюэль» (1961), трагедии «Отелло» и «Ромео и Джульетта» У. Шекспира (1962).
27 мая 1992 года парламент Азербайджана принял Закон «О Государственном гимне Азербайджанской Республики», согласно которому «Азербайджанский марш» Ахмеда Джавада, написанный им в 1919 году, был утверждён в качестве Государственного гимна Азербайджана (музыка Гимна композитора Узеира Гаджибекова).

Мемориальная доска на стене дома в Баку, в котором жил Ахмед Джавад

Турецкими кинематографистами создан документальный фильм посвящённый памяти Ахмеда Джавада — «Ахмед Джавад: Дух одного народа». В главных ролях снялись Мерт Карабулут и Бусе Наз Чынар.
Ахмед Джаваду посвящены статьи в «Турецкой энциклопедии» и в третьем издании «Энциклопедии ислама».